# Shellshocked
Shellshocked är ett musikalbum av Nilla Nielsen, utgivet den 7 maj 2008 och producerat av henne själv.
Efter tre år kom Nilla Nielsens uppföljare till debutalbumet Redemption sky. Andra albumet Shellshocked har hon inte bara skrivit utan även producerat. Skivan har fokus på miljön och hur vi människor behandlar varandra och planeten.
Att det gått tre relativt tysta år sedan Nielsen släppte sitt debutalbum på sitt eget bolag Gecko Music i slutet av 2004 har en dramatisk förklaring. Strax därefter reste hon till Thailand och skadades allvarligt i tsunamin på Phi Phi Islands. Hon skadades svårt och var sjuk i infektioner mer än ett år därefter. Planerad promotion och spelningar fick ställas in. Upplevelsen har även tagit uttryck i hennes skapande. Den gripande och suggestiva låten “Black Water” är tillägnad alla saknade. 
Shellshocked innehåller även flera rockiga låtar, såsom titelspåret och "Liquid Gold".
Liksom debutskivan Redemption sky har Shellshocked fått bra kritik,  

## Låtlista
1. Shellshocked - (Nilla Nielsen)
2. Found You - (Nilla Nielsen)
3. The Mister Song - (Nilla Nielsen)
4. Just Don’t Want to Talk About it - (Nilla Nielsen)
5. Black Water - (Nilla Nielsen)
6. Liquid Gold - (Nilla Nielsen)
7. Something’s Wrong With Me - (Nilla Nielsen)
8. Good Enough - (Nilla Nielsen)
9. Eutopia - (Nilla Nielsen)
10. Glow - (Nilla Nielsen)
11. Fairytales and Dreams - (Nilla Nielsen)

## Singlar
- Found You, 2008
- The Mister Song, 2008

## Band
- Nilla Nielsen - Sång, gitarr, klaviatur & dragspel
- Bengt Johnsson - Trummor & slagverk
- Erik Urban - Bas
- Niklas Ekelund - Gitarr
- Nils Erikson - Klaviatur & kör

## Övriga medverkande musiker
- Linnea Olsson - Cello
- Daniel Persson - Gitarr & bas

## Fotnoter
1. ↑  ”Recension av Shellshocked”, Helsingborgs Dagblad, 30/5 2008
2. ↑  ”Recension av Shellshocked”, Kristianstadbladet, 24/6 2008
3. ↑  ”Recension av Shellshocked” Arkiverad 30 september 2008 hämtat från the Wayback Machine., Arbetarbladet, 17/7 2008
4. ↑  ”Recension av Shellshocked”, Groove, 2008
5. ↑  ”Recension av Shellshocked” Arkiverad 4 maj 2012 hämtat från the Wayback Machine., Bjurman / From a friend, 11/4 2011